# Hugo Eckener

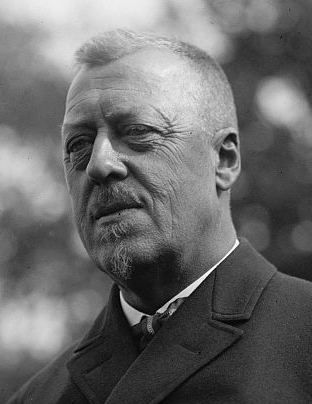
Hugo Eckener

Hugo Eckener (Flensburg, 10 de agosto de 1868 - Friedrichshafen, 14 de agosto de 1954) foi o gerente da Luftschiffbau Zeppelin durante os anos entre guerras, e também o comandante do famoso Graf Zeppelin pela maior parte de seu recorde voos, incluindo o primeiro voo de dirigível ao redor do mundo, tornando-o o comandante de dirigível mais bem sucedido da história. Ele também foi responsável pela construção do tipo de dirigível mais bem sucedido de todos os tempos. Um antinazista que foi convidado a fazer campanha como moderado nas eleições presidenciais alemãs, ele foi colocado na lista negra por esse regime e, eventualmente, marginalizado.

## Publicações (selecionadas)
- Untersuchungen über die Schwankungen der Auffassung minimaler Sinnesreize. In: Philosophische Studien. Band 8, 1893, S. 343–387.
- Im Zeppelin über Länder und Meere. Christian Wolff, Flensburg 1949.
  - Im Zeppelin über Länder und Meere – Erlebnisse und Erinnerungen. Bearbeitete und aktualisierte Fassung der Originalausgabe von 1949. Morisel, München 2012, ISBN 978-3-943915-01-3.
- Graf Zeppelin. Cotta, Stuttgart 1938. Neuauflage: Phaidon-Verlag, Essen 1996, ISBN 3-88851-171-2.